# Black Sunday
Black Sunday – drugi, wydany w 1993 roku album grupy Cypress Hill.

## Lista utworów
1. „I Wanna Get High”
2. „I Ain't Goin' Out Like That”
3. „Insane In The Brain”
4. „When The Shit Goes Down”
5. „Lick A Shot”
6. „Cock The Hammer”
7. „Interlude”
8. „Lil' Putos”
9. „Legalize It”
10. „Hits From The Bong”
11. „What Go Around Come Around, Kid”
12. „A To The K”
13. „Hand On The Glock”
14. „Break 'Em Off Some”